# Araguaiastekelstaart
De araguaiastekelstaart (Synallaxis simoni) is een zangvogel uit de familie Furnariidae (ovenvogels). De vogel werd in 1907 geldig beschreven door de Oostenrijkse vogelkundige Carl Eduard Hellmayr. Hij noemde deze vogel naar de Franse arachnoloog en natuuronderzoeker Eugène Simon. Het is een endemische vogel in Brazilië.

## Kenmerken
De vogel is 15 tot 16 cm lang en verschilt uiterlijk nauwelijks van de nauw verwante okerborststekelstaart (S. albilora). Zoals alle stekelstaarten zijn de staartpennen relatief lang en puntig. De vogel is roodbruin van boven en heel licht, egaal  geelbruin van onder. De kop is grijs en een opvallend kenmerk is een witte vlek tussen het oog en de snavel en een witte vlek op de kin en borst.

## Verspreiding en leefgebied
Deze soort komt voor in zuidwestelijk Brazilië langs de rivier de Araguaia. De leefgebieden liggen in vochtig tropisch bos en gebieden met struikgewas tot op 1000 meter boven zeeniveau.